# Лігота-Добродзенська
Лігота-Добродзенська (пол. Ligota Dobrodzieńska, нім. Ellguth-Guttentag) — село в Польщі, у гміні Добродзень Олеського повіту Опольського воєводства.
Населення — 367 осіб (2011).
У 1975-1998 роках село належало до Ченстоховського воєводства.

## Демографія
Демографічна структура станом на 31 березня 2011 року:
|          | Загалом | Допрацездатний вік | Працездатний вік | Постпрацездатний вік |
| -------- | ------- | ------------------ | ---------------- | -------------------- |
| Чоловіки | 188     | 34                 | 126              | 28                   |
| Жінки    | 179     | 27                 | 102              | 50                   |
| Разом    | 367     | 61                 | 228              | 78                   |